# Carlos Iglesias
Carlos Iglesias Serrano (Madrid, 15 de julio de 1955) es un actor, director de cine y guionista. Es especialmente conocido por haber interpretado el papel de Benito Lopera en la serie Manos a la obra (Antena 3, 1998-2001) y en su secuela Manolo y Benito Corporeision (2006-2007) y por ser director y protagonista de la película Un franco, 14 pesetas.

## Biografía
Sus padres emigraron de Quintanar de la Orden, Toledo hasta Suiza, donde Carlos vivió hasta los 13 años. A dicha edad se trasladó a Madrid y Alicante. 
Se convirtió en actor tras sustituir a un compañero enfermo en un grupo de teatro independiente, por lo que acabó estudiando en la Real Escuela Superior de Arte Dramático (RESAD). 
Se dio a conocer en Esta noche cruzamos el Mississippi (Telecinco) —donde interpretaba a Pepelu, el falso hijo de Pepe Navarro. Después, interpretó el papel que le ha reportado más fama, el del torpe albañil Benito Lopera Perrote, «introductor del gotelé en este país» —España— en la serie de comedia española Manos a la obra (Antena 3), serie que llegó a cosechar datos de audiencia superiores a los seis millones de espectadores. 
Es, además, director de la exitosa película Un franco, 14 pesetas (2006), relato autobiográfico sobre un grupo de españoles que emigran a Suiza, que le valió una nominación al Premio Goya como mejor director novel; y de Ispansi (¡Españoles!) (2011), que narra el envío de miles de niños a la Unión Soviética al comienzo de la guerra civil española.
En 2014 estrena 2 francos, 40 pesetas, segunda parte de su ópera prima con la que cierra su trilogía sobre la vida de los emigrantes españoles.

## Filmografía

### Televisión
- Versión española, La 2, 16 abr 2017, con motivo de la emisión de: Ispansi (Españoles).
- Versión española, La 1, 13 de marzo de 2015, con motivo de la emisión de: 2 francos, 40 pesetas.
- B&b, de boca en boca, César. (Telecinco, 2014)
- Versión española, La 2, 24 de febrero de 2011, con motivo de la emisión de: Un Franco, 14 pesetas.
- Las chicas de oro. Vecino de Adelfas. (La 1, 2010)
- Manolo y Benito Corporeision (secuela de Manos a la obra). Benito Lopera Perrote. (Antena 3, 2006-2007).(12 episodios)
- El club de la comedia, varias participaciones. (Antena 3, 2004)
- Los 80, personaje capitular. (Telecinco, 2004)
- Cuéntame cómo pasó, capítulo 80, dir. Sergio Cabrera. (La 1, 2004)
- Pares y Nines, obra de Estudio 1. (La 1, 2004)
- Haz el humor y no la guerra, dedicado a Miguel Gila. (2003)
- Paraíso, dir. Jesús Rodríguez (capitular). (La 1, 2003)
- 7 vidas, personaje episódico. (Telecinco, 2002)
- Manos a la obra, Benito Lopera Perrote. (Antena 3, 1998-2001).(130 episodios).
- Blasco Ibáñez, la novela de su vida, de Luis García Berlanga. (TVE, 1996)
- Éste es mi barrio, de Vicente Escrivá. (Antena 3, 1996)
- Esta noche cruzamos el Mississippi, Pepelu. (Telecinco, 1995)
- Estamos todos locos, de Pepe Navarro. (Antena 3, 1994)
- El sexólogo, de Mariano Ozores. (La 1, 1994)
- Todo va bien, de Pepe Navarro. (Antena 3, 1993-1994)
- ¡Vivir vivir, qué bonito!, de Pepe Navarro. (Antena 3, 1992-1993)
- La forja de un rebelde, de Mario Camus. (La 1, 1990)
- Los mundos de Yupi. (La 1, 1987)
- Goya, de José Ramón Larraz. (1985)
- Fragmentos de interior, de Francisco Abad.

### Teatro
- La Suite Nupcial, de Carlos Iglesias. Dir. Sigfrid Monleón. (2016)
- Arte (1998)
- Las galas del difunto, de Valle Inclán. Dir. Francisco Muñoz. (1992)
- Ella, de Jean Genet. Dir. Ángel Facio. (1990/91)
- El castillo de Lindabrindis. Dir. Juan Pastor. (1989)
- El público, de Federico García Lorca. Dir. Lluis Pasqual. (1987)
- La muerte alegre, de Nicolás Evreinov. Dir. Heine Mix Toro. (1986)
- Calidoscopios y faros de hoy, de Sergi Belbel. Dir. J. J. Granda. (1986)
- Pablo Iglesias, de Lauro Olmo. Dir. Luis Balaguer. (1983)
- Los cuernos de Don Friolera, de Valle-Inclán. Dir. J. J. Granda. (1983)
- Sueño de libertad, Compañía Le Miroir Magique de Bruselas. (1983)
- El retablo de Maese Pedro, de Manuel de Falla. Dir. Rafael P. Sierra. (1982)
- Arlequín, servidor de dos amos, de Goldoni. Dir. Ángel Gutiérrez. (1982)
- Polinka, de Antón Chéjov. Dir. Ángel Gutiérrez. (1982)
- Justo antes de la guerra con los esquimales, de J. D. Salinger. (1982)
- Prometeo (previsor) mal te sienta ese nombre. (1979)
- Tirant lo Blanc, Companyia de Teatre d'Alacant.

### Cine
| Año  | Título                                       | Personaje             | Dirección                           |
| ---- | -------------------------------------------- | --------------------- | ----------------------------------- |
| 2025 | Padre no hay más que uno 5: Nido repleto     | Abuelo Agustín        | Santiago Segura                     |
| 2024 | Padre no hay más que uno 4: Campanas de boda | Abuelo Agustín        | Santiago Segura                     |
| 2023 | Si todas las puertas se cierran              | Eulogio               | Antonio Cuadri                      |
| 2022 | A todo tren 2. Sí, les ha pasado otra vez    | Morris                | Inés de León                        |
| 2022 | Padre no hay más que uno 3                   | Abuelo Agustín        | Santiago Segura                     |
| 2020 | La suite nupcial                             | Fidel                 | Carlos Iglesias                     |
| 2019 | Abuelos                                      | Isidro                | Santiago Requejo                    |
| 2014 | 2 Francos, 40 Pesetas                        | Martín                | Carlos Iglesias                     |
| 2012 | La venta del paraíso                         | El Paisa              | Emilio Ruiz Barrachina              |
| 2012 | Holmes & Watson: Madrid Days                 | Revisor del tren      | José Luis Garci                     |
| 2011 | Los muertos no se tocan, nene                | Don Pablo             | José Luis García Sánchez            |
| 2011 | Ispansi (Españoles)                          | Álvaro                | Carlos Iglesias                     |
| 2006 | Un franco, 14 Pesetas                        | Martín                | Carlos Iglesias                     |
| 2005 | Sinfín                                       | Álex                  | Manuel Sanabria y Carlos Villaverde |
| 2005 | Torrente 3                                   | Benito                | Santiago Segura                     |
| 2005 | Ninette                                      | Jugador de mus        | José Luis Garci                     |
| 2002 | El caballero don Quijote                     | Sancho Panza          | Manuel Gutiérrez Aragón             |
| 1997 | El sueño de una noche... vieja               | Benito Lopera Perrote | Irene Domínguez y Rafael Moral      |
| 1991 | Siempre felices                              |                       | Pedro Pinzolas                      |
| 1986 | Dragon Rapide                                | Periodista            | Jaime Camino                        |
| 1984 | El caso Almería                              |                       | Pedro Costa                         |

## Premios y candidaturas
- Premio al mejor actor de reparto en ADIRCE (Asamblea de Directores Cinematográficos Españoles).
- Nominado al Premio Goya al mejor actor revelación por El caballero don Quijote (2003).
- Nominado al Premio Goya al mejor director novel por Un Franco, 14 pesetas (2006).
- Nominado al Biznaga de Oro a la mejor película por Un Franco, 14 pesetas (2006).
- Nominado por su interpretación de Benito Lopera Perrote a TP de Oro
- Nominado por su interpretación de Benito Lopera Perrote a Premios Iris (España)